# Municipio de Cross Creek (Pensilvania)
El municipio de Cross Creek (en inglés: Cross Creek Township) es un municipio ubicado en el condado de Washington en el estado estadounidense de Pensilvania. En el año 2000 tenía una población de 1,685 habitantes y una densidad poblacional de 25 personas por km².

## Geografía
El municipio de Cross Creek se encuentra ubicado en las coordenadas 40°17′41″N 80°25′17″O / 40.29472, -80.42139.

## Demografía
Según la Oficina del Censo en 2000 los ingresos medios por hogar en la localidad eran de $38,226 y los ingresos medios por familia eran $42,813. Los hombres tenían unos ingresos medios de $33,958 frente a los $20,682 para las mujeres. La renta per cápita para la localidad era de $17,654. Alrededor del 7,7% de la población estaban por debajo del umbral de pobreza.